# Emilio Donato del Carril
Emilio Donato del Carril (La Plata, 25 de febrero de 1906 - La Plata, 14 de enero de 1985) fue un abogado, político y diplomático argentino, que ejerció como diputado nacional y convencional constituyente por la Unión Cívica Radical durante la presidencia de Juan Domingo Perón y ministro de economía del presidente Arturo Frondizi, entre 1958 y 1959. Fue también embajador de su país en la Unión Soviética y en los Estados Unidos.

## Biografía
Afiliado a la Unión Cívica Radical desde los 18 años, estudió en la Universidad Nacional de La Plata, en la que obtuvo el título de abogado. Fue presidente de la Federación Universitaria Argentina[cita requerida] y ejerció cargos políticos menores durante la llamada Década Infame.
En 1946 fue elegido diputado nacional por su partido, ejerciendo ese cargo hasta 1950. Formó parte del grupo de los 44 diputados radicales, opuesto al Peronismo. También fue miembro de la Convención Constituyente de 1949; junto a los demás convencionales radicales, planteó la ilegalidad de la convocatoria a la reforma constitucional de 1949 y se retiró de las sesiones.
Fue presidente del Comité de la Provincia de Buenos Aires de la UCR. 
Tras el golpe de Estado que derrocó al presidente Perón, el dictador Eduardo Lonardi lo nombró embajador en la Unión Soviética. Renunció al cargo de embajador a principios de 1957, para participar en la reorganización del radicalismo.
Fue el primer impulsor de la candidatura presidencial de Arturo Frondizi, que causó la escisión del partido, entre la Unión Cívica Radical del Pueblo y la Unión Cívica Radical Intransigente. Del Carril se unió a ésta y propuso la candidatura presidencial de Arturo Frondizi. Se le ofreció la candidatura vicepresidencial, pero la rechazó.
Al asumir Frondizi la presidencia, en mayo de 1958, designó a Del Carril ministro de Economía. Fue el primero en utilizar esa denominación – excepto el período del Presidente Juan Domingo Perón, durante el cual el ministerio había sido dividido en varias dependencias – ya que hasta entonces se había llamado Ministerio de Hacienda.
En octubre de 1958 asistió a la reunión anual del Banco Internacional de Reconstrucción y Fomento y del Fondo Monetario Internacional que tuvo lugar en Nueva Delhi. Allí solicitó al secretario del Tesoro de Estados Unidos, Robert Anderson, apoyo para obtener créditos, pero Anderson contestó que la Argentina debía cumplir las exigencias del Fondo Monetario Internacional (FMI). En consecuencia, en diciembre de 1958 firmó el primer acuerdo con el FMI. El pacto firmado por Donato del Carril a instancias del presidente Arturo Frondizi tenía cláusulas secretas que incluían la reducción y despido del 15% de los empleados públicos, la paralización total de obras públicas, privatización de empresas estatales, reducción y venta de frigoríficos y cierre masivo de ramales ferroviarios, restricciones crediticias, aumento de precios y congelamiento del salario mínimo por dos años. Poco después se concreta la venta de 40 empresas estatales, proceso iniciado durante la dictadura de Pedro Eugenio Aramburu. La mayoría de los préstamos fueron del tipo stand by, esto es por corto plazo, para otorgarlos, el Fondo exigía los ajustes tradicionales: devaluación, aumento de tarifas y de combustible, despido de personal público. También jugó un rol clave en la apertura de negocio petrolero a los capitales británicos y estadounidenses.
En 1958, Frondizi en medio de una inflación que llegó por primera vez en la historia a tres dígitos encomendó al ministro  Emilio Donato del Carril, la obtención de U$D 750 millones para "estabilizar el problema cambiario" y frenar la inflación
En tanto la política económica del gobierno era diseñada por el Secretario de Relaciones Socioeconómicas, Rogelio Frigerio. Donato del Carril, durante su cargo, llevó el dólar de 42,20 a 90,30 pesos; un incremento de 114 % en apenas doce meses.
En 1959, y como parte de una política de recortes acordada con el FMI, impulsó la privatización del frigorífico más grande de la Argentina, el Frigorífico Lisandro de la Torre, por lo que el 17 de enero de 1959 otra huelga general convulsiona a la Argentina. El gobierno de Frondizi reprimió a los manifestantes y finalmente 5200 trabajadores fueron despedidos del frigorífico. Los principales dirigentes de la toma fueron detenidos y 5000 trabajadores de la industria de la carne fueron cesanteados tras la privatización.
Renunció al ministerio el 24 de junio de 1959, tras la salida de Rogelio Frigerio, obligado por la presión militar. Fue nombrado embajador en los Estados Unidos, ocupando ese cargo hasta el derrocamiento de Frondizi, en febrero de 1962.
Durante los años siguientes, participó en la formación del Movimiento de Integración y Desarrollo, partido que sería dirigido por Frondizi y Frigerio.
Falleció en La Plata en enero de 1985.